# Ton Sprangers
Ton Sprangers (Breda, 20 januari 1957 – Las Palmas de Gran Canaria, november 2022) was een Nederlands voetballer die in totaal vijftien jaar voor NAC speelde.

## Levensloop
Sprangers, geboren en getogen in de Hoge Vucht in Breda, mocht zich vanaf 1967 speler van NAC noemen. Hij doorliep de jeugdopleiding en maakt in 1977 zijn debuut in het eerste elftal. In zes seizoenen bij het eerste elftal kwam hij tot 97 wedstrijden, waarin hij 23 keer het net wist te vinden. Sprangers werd in het seizoen 1978-1979 clubtopscorer van NAC in de Eredivisie met elf treffers, en maakte op 19 mei 1979 het duizendste Eredivisie doelpunt voor de club uit Breda.   
Hij speelde aan het eind van zijn carrière nog bij de Vlaamse club KFC Mol.   
Sprangers was van beroep lasser en woonde lang op een van de Canarische Eilanden. Hij overleed in november 2022, 65 jaar oud.